# Datategy
 (juin 2022).
La mise en forme du texte ne suit pas les recommandations de Wikipédia : il faut le « wikifier ».
Les points d'amélioration suivants sont les cas les plus fréquents :
- Les titres sont pré-formatés par le logiciel. Ils ne sont ni en capitales, ni en gras.
- Le texte ne doit pas être écrit en capitales (les noms de famille non plus), ni en gras, ni en italique, ni en « petit »…
- Le gras n'est utilisé que pour surligner le titre de l'article dans l'introduction, une seule fois.
- L'italique est rarement utilisé : mots en langue étrangère, titres d'œuvres, noms de bateaux, etc.
- Les citations ne sont pas en italique mais en corps de texte normal. Elles sont entourées par des guillemets français : « et ».
- Les listes à puces sont à éviter, des paragraphes rédigés étant largement préférés. Les tableaux sont à réserver à la présentation de données structurées (résultats, etc.).
- Les appels de note de bas de page (petits chiffres en exposant, introduits par l'outil «  Source ») sont à placer entre la fin de phrase et le point final[comme ça].
- Les liens internes (vers d'autres articles de Wikipédia) sont à choisir avec parcimonie. Créez des liens vers des articles approfondissant le sujet. Les termes génériques sans rapport avec le sujet sont à éviter, ainsi que les répétitions de liens vers un même terme.
- Les liens externes sont à placer uniquement dans une section « Liens externes », à la fin de l'article. Ces liens sont à choisir avec parcimonie suivant les règles définies. Si un lien sert de source à l'article, son insertion dans le texte est à faire par les notes de bas de page.
- La présentation des références doit suivre les conventions bibliographiques. Il est recommandé d'utiliser les modèles {{Ouvrage}}, {{Chapitre}}, {{Article}}, {{Lien web}} et/ou {{Bibliographie}}. Le mode d'édition visuel peut mettre en forme automatiquement les références.
- Insérer une infobox (cadre d'informations à droite) n'est pas obligatoire pour parachever la mise en page.

Pour une aide détaillée, merci de consulter Aide:Wikification.
Si vous pensez que ces points ont été résolus, vous pouvez retirer ce bandeau et améliorer la mise en forme d'un autre article.
 (juin 2022).
Datategy est un éditeur de logiciel français spécialisé dans la science des données. Son siège est situé à Puteaux et elle possède des bureaux à Paris, Dubaï, Madrid et à New-York. Datategy développe une plateforme d’intelligence artificielle permettant de couvrir l’ensemble du cycle d’un projet data, de la collecte des données au déploiement de modèles prédictifs. 

## Histoire
La société Datategy a été créée en 2016 à Paris par deux cofondateurs : Dr. Mehdi Chouiten, le président actuel, diplômé de l’université de Stanford, il a été chercheur au CNRS, il est l'ancien Head of Data Science de l'acteur français de la mobilité urbaine et de la ville intelligente, Flowbird. Eric Chau, est cto de l’entreprise, il est ingénieur, diplômé à l’université de Manchester.
À travers leurs différentes expériences, ils ont constaté que la Data Science était de plus en plus centrale dans la prise de décisions stratégiques laissant les experts métiers dans la méconnaissance du fonctionnement précis des décisions des algorithmes. Ils ont ainsi décidé de proposer une plateforme qui permet à la fois de développer des modèles prédictifs mais également aux métiers de comprendre le résultat de ces prédictions. 
En décembre 2019, Datategy annonce avoir bouclé sa première levée de fonds de deux millions cinq cent mille euros (2,5M€). La société réalise le plus gros 1er tour de Paris Business Angels de l’année 2019. La BPI ainsi que d’autres réseaux de Business Angels font également partie des investisseurs. Les fonds levés ont permis à Datategy de renforcer les départements r&d, commercial et marketing en vue d’industrialiser et étendre le déploiement de la solution de Machine Learning auprès des grands comptes français et européens. 
Après son lancement en France, Datategy s'implante à partir de 2021 aux Emirats Arabe Unis et en Espagne pour développer de nouvelles parts de marché et accroître sa notoriété à l’international. 
En 2022, la société annonce son expansion aux États-Unis pour accélérer sa croissance en termes de développement commercial et d’innovation.  Sa présence aux Etats-Unis est primordiale d’un point de vue concurrentiel, les États-Unis représentant l’un des plus importants marchés de l’IA. 
La société emploie désormais une quarantaine d’employés, dont des phds issus des meilleurs cursus (Polytechnique, Stanford, Manchester, etc.)

## Description
Les clients de Datategy achètent un logiciel qui leur permet de résoudre différentes problématiques data et métier, d'infuser la Data Science dans tous leurs départements et de réaliser leurs ambitions avec des solutions d’Intelligence Artificielle accessibles et des résultats explicables. La vision de datategy est de permettre l’usage de l’IA comme un outil au service de la performance des entreprises. 

## Produits
Datategy développe un logiciel de traitement des données et d'intelligence artificielle: papAI. 
Sortie en 2020, une première version permettait déjà aux data scientists d'importer les données de différents connecteurs, de les visualiser, de les nettoyer et de les préparer pour construire des modèles prédictifs (problématiques de classification, de régression ou de clustering…) tout en fournissant des outils d’interprétabilité des modèles globalement et localement. Des infrastructures Big Data avaient été mises en place assez rapidement sur cette version afin de gérer de grandes quantités de données. 
La version 2 a consisté à améliorer le module de machine learning en mettant en place le MLOps ainsi que l'AutoML. La collaboration entre contributeurs, la sécurité et la compliance ont été optimisées également.
Par la suite, les modèles de prédiction de séries temporelles et de détection d'anomalies ont été ajoutés sur la version 3.

## Reconnaissance
En 2020, Datategy apparaît dans le Top 10 des fournisseurs de solutions de Machine Learning en Europe (cio applications). Ce placement est dû aux fonctionnalités innovantes de la plateforme, notamment à l’interprétabilité des résultats. 
Au cours de la même année Datategy a été sélectionné parmi les meilleures startups d’IA pour apparaître dans la cartographie de l'écosystème des startups IA de confiance en Europe. 
Datategy a également reçu le trophée de l’innovation du salon Big Data & AI 2021 (prix pme & Grand Entreprise). Ce trophée récompense le projet le plus audacieux et innovant d’un point de vue technologique, valorisant la donnée, les usages métiers ou le modèle économique. Datategy a été retenue pour son projet avec DataInfoGreffe (le groupement d’intérêts économiques (GIE) des tribunaux de commerce). L’objectif est de noter les entreprises en fonction de différents critères financiers, sectoriels et contextuels, afin de proposer un service d’accompagnement aux entreprises en difficulté. 
En 2022, Datategy est référencée dans le catalogue de l’UGAP-SCC. À travers ce référencement, Datategy instaure une marque de confiance, un gage de qualité et de conformité. La société offre désormais un accès simplifié à l’ensemble du secteur public.